# 2026-os labdarúgó-világbajnokság-selejtező (CAF – I csoport)
A 2026-os labdarúgó-világbajnokság afrikai selejtezőjének I csoportjának mérkőzéseit 2023 novembere és 2025 októbere között játsszák.
A csoportban Mali, Ghána, Madagaszkár, a Közép-afrikai Köztársaság, a Comore-szigetek és Csád szerepel. A csoport győztese kijut a világbajnokságra. A csoport második helyezettjének lehetősége van a rájátszásba kerülni és játszani az interkontinentális pótselejtezőért, ha a legjobb négy második helyezett között végez.

## Tabella
| Hely. | Csapat                    | M | Gy | D | V | G+ | G– | Gk | P | Továbbjutás                                |     | Comore-szigetek | Ghána | Madagaszkár | Mali | Közép-afrikai Köztársaság | Csád |
| ----- | ------------------------- | - | -- | - | - | -- | -- | -- | - | ------------------------------------------ | --- | --------------- | ----- | ----------- | ---- | ------------------------- | ---- |
| 1.    | Comore-szigetek           | 4 | 3  | 0 | 1 | 8  | 4  | +4 | 9 | Kijut a 2026-os labdarúgó-világbajnokságra |     | —               | 1–0   | –           | –    | 4–2                       | –    |
| 2.    | Ghána                     | 4 | 3  | 0 | 1 | 7  | 5  | +2 | 9 | A rájátszás lehetséges résztvevője         |     | –               | —     | 1–0         | –    | 4–3                       | –    |
| 3.    | Madagaszkár               | 4 | 2  | 1 | 1 | 5  | 2  | +3 | 7 |                                            |     | 2–1             | –     | —           | 0–0  | –                         | –    |
| 4.    | Mali                      | 4 | 1  | 2 | 1 | 5  | 4  | +1 | 5 |                                            | –   | 1–2             | –     | —           | 1–1  | 3–1                       |      |
| 5.    | Közép-afrikai Köztársaság | 4 | 1  | 1 | 2 | 7  | 9  | −2 | 4 |                                            | –   | –               | –     | –           | —    | 1–0                       |      |
| 6.    | Csád                      | 4 | 0  | 0 | 4 | 1  | 9  | −8 | 0 |                                            | 0–2 | –               | 0–3   | –           | –    | —                         |      |

## Mérkőzések
| 2023. november 17. 16:00 (UTC+3) |

| Comore-szigetek                                | 4–2               | Közép-afrikai Köztársaság               |
| ---------------------------------------------- | ----------------- | --------------------------------------- |
| M'Dahoma 29' Youssouf 50' Saïd 58' Maolida 67' | (1–1) Jegyzőkönyv | Abdallah 10' (öngól) Zahary 74' (öngól) |

| Stade de Moroni, Moroni Játékvezető: Ibrahim Kalilou Traore (elefántcsontparti) |

| 2023. november 17. 16:00 (UTC±0) |

| Ghána          | 1–0               | Madagaszkár |
| -------------- | ----------------- | ----------- |
| Williams 90+6' | (0–0) Jegyzőkönyv |             |

| Baba Yara Stadion, Kumasi Játékvezető: Samir Guezzaz (marokkói) |

| 2023. november 17. 19:00 (UTC±0) |

| Mali                                | 3–1               | Csád              |
| ----------------------------------- | ----------------- | ----------------- |
| Doumbia 45' Niakaté 77' Sissoko 81' | (1–0) Jegyzőkönyv | Mouandilmadji 53' |

| Stade du 26 Mars, Bamako Játékvezető: Ahmad Imtehaz Heeralall (mauritiusi) |

| 2023. november 20. 20:00 (UTC+1) |

| Csád | 0–3               | Madagaszkár                              |
| ---- | ----------------- | ---------------------------------------- |
|      | (0–1) Jegyzőkönyv | Rakotoharimalala 10' 84' Lapoussin 90+1' |

| Stade Municipal d'Oujda, Vuzsda (Marokkó) Játékvezető: Tewodros Mitiku (etióp) |

| 2023. november 20. 19:00 (UTC±0) |

| Mali        | 1–1               | Közép-afrikai Köztársaság |
| ----------- | ----------------- | ------------------------- |
| Doumbia 76' | (0–0) Jegyzőkönyv | Kondogbia 79'             |

| Stade du 26 Mars, Bamako Játékvezető: Georges Gatogato (burundi) |

| 2023. november 21. 19:00 (UTC+3) |

| Comore-szigetek | 1–0               | Ghána |
| --------------- | ----------------- | ----- |
| Maolida 43'     | (1–0) Jegyzőkönyv |       |

| Stade de Moroni, Moroni Nézőszám: 11 628 Játékvezető: Abdel Aziz Mohamed Bouh (mauritániai) |

| 2024. június 5. 17:00 (UTC+1) |

| Közép-afrikai Köztársaság | 1–0               | Csád |
| ------------------------- | ----------------- | ---- |
| Baboula 29'               | (1–0) Jegyzőkönyv |      |

| Stade Municipal d'Oujda, Vuzsda (Marokkó) Nézőszám: 1300 Játékvezető: Patrice Milazare (mauritiusi) |

| 2024. június 6. 19:00 (UTC±0) |

| Mali             | 1–2               | Ghána                    |
| ---------------- | ----------------- | ------------------------ |
| K. Doumbia 45+1' | (1–0) Jegyzőkönyv | Nuamah 58' J. Ayew 90+4' |

| Stade du 26 Mars, Bamako Nézőszám: 50 200 Játékvezető: Amin Omar (egyiptomi) |

| 2024. június 7. 18:00 (UTC+2) |

| Madagaszkár      | 2–1               | Comore-szigetek     |
| ---------------- | ----------------- | ------------------- |
| Raveloson 1' 66' | (1–0) Jegyzőkönyv | Ben Nabouhane 90+4' |

| FNB Stadium, Johannesburg (Dél-afrikai Köztársaság) Játékvezető: Jean-Jacques Ndala Ngambo (Kongói DK-i) |

| 2024. június 10. 19:00 (UTC±0) |

| Ghána                                    | 4–3               | Közép-afrikai Köztársaság |
| ---------------------------------------- | ----------------- | ------------------------- |
| J. Ayew 6' (11-esből) 60' 69' Fatawu 62' | (1–2) Jegyzőkönyv | Mafouta 11' 41' 90'       |

| Baba Yara Stadion, Kumasi Nézőszám: 39 000 Játékvezető: Abdulrazg Ahmed (líbiai) |

| 2024. június 11. 15:00 (UTC+2) |

| Madagaszkár | 0–0         | Mali |
| ----------- | ----------- | ---- |
|             | Jegyzőkönyv |      |

| FNB Stadium, Johannesburg (Dél-afrikai Köztársaság) Játékvezető: Patrice Tanguy Mebiame (gaboni) |

| 2024. június 11. 17:00 (UTC+1) |

| Csád | 0–2               | Comore-szigetek     |
| ---- | ----------------- | ------------------- |
|      | (0–0) Jegyzőkönyv | Maolida 59' Ben 76' |

| Stade Municipal d'Oujda, Vuzsda (Marokkó) Nézőszám: 400 Játékvezető: Adalbert Diouf (szenegáli) |

| 2025. március |

| Ghána | – | Csád |
| ----- | - | ---- |
|       |   |      |

|  |

| 2025. március |

| Közép-afrikai Köztársaság | – | Madagaszkár |
| ------------------------- | - | ----------- |
|                           |   |             |

|  |

| 2025. március |

| Comore-szigetek | – | Mali |
| --------------- | - | ---- |
|                 |   |      |

|  |

| 2025. március |

| Madagaszkár | – | Ghána |
| ----------- | - | ----- |
|             |   |       |

|  |

| 2025. március |

| Közép-afrikai Köztársaság | – | Mali |
| ------------------------- | - | ---- |
|                           |   |      |

|  |

| 2025. március |

| Comore-szigetek | – | Csád |
| --------------- | - | ---- |
|                 |   |      |

|  |

| 2025. szeptember |

| Madagaszkár | – | Közép-afrikai Köztársaság |
| ----------- | - | ------------------------- |
|             |   |                           |

|  |

| 2025. szeptember |

| Csád | – | Ghána |
| ---- | - | ----- |
|      |   |       |

|  |

| 2025. szeptember |

| Mali | – | Comore-szigetek |
| ---- | - | --------------- |
|      |   |                 |

|  |

| 2025. szeptember |

| Ghána | – | Mali |
| ----- | - | ---- |
|       |   |      |

|  |

| 2025. szeptember |

| Madagaszkár | – | Csád |
| ----------- | - | ---- |
|             |   |      |

|  |

| 2025. szeptember |

| Közép-afrikai Köztársaság | – | Comore-szigetek |
| ------------------------- | - | --------------- |
|                           |   |                 |

|  |

| 2025. október |

| Csád | – | Mali |
| ---- | - | ---- |
|      |   |      |

|  |

| 2025. október |

| Közép-afrikai Köztársaság | – | Ghána |
| ------------------------- | - | ----- |
|                           |   |       |

|  |

| 2025. október |

| Comore-szigetek | – | Madagaszkár |
| --------------- | - | ----------- |
|                 |   |             |

|  |

| 2025. október |

| Ghána | – | Comore-szigetek |
| ----- | - | --------------- |
|       |   |                 |

|  |

| 2025. október |

| Csád | – | Közép-afrikai Köztársaság |
| ---- | - | ------------------------- |
|      |   |                           |

|  |

| 2025. október |

| Mali | – | Madagaszkár |
| ---- | - | ----------- |
|      |   |             |

|  |